# Maria Holst
Maria Holst (* 2. April 1917 als Friedel Anna Maria Emilie Czižek in Wien, Österreich-Ungarn; † 8. Oktober 1980 in Salzburg) war eine österreichische Theater- und Filmschauspielerin.

## Leben
Maria Czižek war die Tochter eines Ingenieurs und der Journalistin und Schriftstellerin Maria Berglioth Czižek, geb. Göpferd (1894–1975). Sie besuchte die Theaterschule in Prag und das Max-Reinhardt-Seminar in Wien, wo sie von Margit von Tolnai ausgebildet wurde. 1935 debütierte sie am Landestheater Linz und wechselte ein Jahr später an das Theater an der Wien. 1937 spielte sie am Stadttheater in Brünn, ab 1938 gehörte sie zum Ensemble des Wiener Burgtheaters. In dieser Zeit wurde sie eine bedeutende Theaterschauspielerin. Sie war die Gloria in George Bernard Shaws Man kann nie wissen (1939), Wlasta in Franz Grillparzers Libussa (1941), Elisabeth in Friedrich Schillers Don Carlos (1942), Prothoe in Heinrich von Kleists Penthesilea (1943) und Portia in Shakespeares Der Kaufmann von Venedig (1943).
Bereits mit 19 Jahren spielte sie in ersten Filmen, z. B. in Lumpacivagabundus mit Heinz Rühmann die Amorosa. Berühmt wurde sie aber erst 1940, als sie unter der Regie von Willi Forst in dem Historienfilm Operette die Sängerin Marie Geistinger darstellte. Einen ähnlichen Erfolg feierte sie im Jahr darauf, als sie, wieder unter Forsts Regie, im Mittelpunkt des Operettenfilms Wiener Blut stand. Sie stand 1944 in der Gottbegnadeten-Liste des Reichsministeriums für Volksaufklärung und Propaganda.
In den 50er Jahren erhielt sie wichtige Nebenrollen in mehreren zeittypischen Produktionen dieser Jahre wie Grün ist die Heide und Die Trapp-Familie.
Maria Holst heiratete 1944 den Maler und Graphiker Eugen Graf Ledebur. Nach der Scheidung 1954 war sie mit dem Berliner Arzt Rudolf Röttger (1919–1976) verheiratet. Aus dieser Ehe ging die Tochter Elisabeth (* 1957) hervor.
1980 erstickte sie tragischerweise beim Essen. Das Grab von Maria Holst befindet sich auf dem Friedhof Heerstraße im Berliner Ortsteil Westend (Grablage: I-Ur-51). Sie ruht dort an der Seite ihres 1976 verstorbenen zweiten Gatten.

## Filmographie
- 1933: Unsichtbare Gegner
- 1936: Burgtheater
- 1936: Lumpacivagabundus
- 1940: Operette
- 1942: Wiener Blut
- 1944: Der gebieterische Ruf
- 1944: Hundstage[5][6]
- 1949: Märchen vom Glück
- 1949: Mordprozess Dr. Jordan
- 1949: Die Reise nach Marrakesch
- 1950: Vom Teufel gejagt
- 1951: Im Bann der Madonna
- 1951: Grün ist die Heide
- 1951: Wenn die Abendglocken läuten
- 1952: Mein Herz darfst Du nicht fragen
- 1952: Tausend rote Rosen blühn
- 1953: Von Liebe reden wir später
- 1953: Kaiserwalzer
- 1954: Die süßesten Früchte
- 1954: Rosen aus dem Süden
- 1954: Weg in die Vergangenheit
- 1955: Ein Mann vergißt die Liebe
- 1956: Liebe, die den Kopf verliert
- 1956: Die Trapp-Familie
- 1956: Ein Herz kehrt heim
- 1958: Es war die erste Liebe
- 1959: Lockvogel der Nacht
- 1959: Das große Messer (TV)